# Сандинистка революция
Сандинистка революция (на испански: Revolución Sandinista) е поредица от събития, завършили през 1979 г. със свалянето от власт на диктаторското управление на клана Сомоса в Никарагуа и идването на власт на ляво управление. Симпатизантите на революцията са наречени сандинисти в чест на известния революционер от 1930-те години Аугусто Сандино.

## Предистория
През 1936 г. след убийството на известния революционер Аугусто Сандино, в Никарагуа на власт за дълги години идва семейство Сомоса. Режимът е подкрепян финансово и военно от САЩ и е силно репресивен, което предизвиква недоволството на народа.
На 23 юли 1961 г. в столицата на съседен Хондурас се основава Сандинистки фронт за национално освобождение от група недоволни студенти. По-късно същата година се създава и първият тренировъчен лагер за партизани сандинисти. Първоначално той е оглавен от Томас Борхе, но след това начело застава Даниел Ортега, настоящият президент на Никарагуа.

## Партизанско движение (1962 – 1979)
- 22 юли 1962 – първи нахлувания на партизански отряди от територията на Хондурас
- 22 март 1963 – отряд партизани завземат радиостанция и прочитат в ефир свое обръщение към народа; същата година атакуват клон на банка Америка с цел набиране на средства за въоръжаване
- 18 октомври 1964 – нова поредица нападения над банки
- 1974 – група сандинисти превземат дома на министъра на земеделието, докато той прави парти за рождения си ден; взети са за заложници десетки членове на държавния елит; след плащане на голям откуп и освобождаване на политически затворници нападателите бягат в Куба
- 1978 – отряд партизани завзема сградата на парламента, преоблечени като войници от Националната гвардия. Взети са за заложници над 300 души, за които впоследствие е получен откуп и са освободени 87 намиращи се в затворите сандинисти

## Сандинистите на власт
На 19 юли 1979 г. сандинистите завземат властта, а дикататорът Анастасио Сомоса бяга в Парагвай, където по-късно е убит. Причина за избухналото в цялата страна въстание става убийството на главния редактор на опозиционен вестник Педро Хоакин Чаморо от гвардейците на Сомоса.
След революцията сандинистите провеждат аграрна реформа, водят борба с неграмотността и осигуряват безплатна медицинска помощ. Скоро обаче се сблъскват с т.нар. „контри“ – военни отряди, обучени и финансирани от ЦРУ и действащи от територията на съседните Хондурас и Коста Рика. Това, заедно с икономически неадекватното управление, както и с ембаргото, наложено от САЩ, довежда Никарагуа до тежко положение.
В края на 1980-те години в опит да се постигне мирно съглашение с контрите сандинистите разрешават демократични избори, които те губят през април 1990 г. и излизат от властта.